# Мламолово
Мла́молово (болг. Мламолово) — село в Кюстендильській області Болгарії. Входить до складу общини Бобов-Дол.

## Населення
За даними перепису населення 2011 року у селі проживали 742 особи, з них 721 особа (99,3%) — болгари.
Розподіл населення за віком у 2011 році:
Динаміка населення: